# 真実ゲーム
『真実ゲーム』（しんじつゲーム、原題：진실게임）は、2000年3月18日公開の韓国映画。
人気ダンスグループ「ジュース」のメンバーだったキム・ソンジェの死亡事件（1995年）をモチーフにしたフィクション。タイトルの「真実ゲーム」とは、以前韓国の若者の間で流行っていた「相手の質問に対して真実のみ答えなくてはならないが、１回だけは嘘を言ってもいい」という遊びの名称。

## ストーリー
狂乱に近い熱気に包まれたコンサート会場で人気歌手チョ・ハロクのファンクラブ会員がハロクの名前を絶叫している時、地下駐車場で注射器が胸に刺さったハロクの死体が見つかる。死因は薬物過多によるショック死。
殺害15分後、ハロクのファンクラブの会長をしていた女子高生ハン・ダヘ（ハ・ジウォン）は、警察に自ら「私が人を殺しました」と通報した。ハロクに強姦され、それに対する報復殺人であると自白し、事件は解決したかのように見えた。
一方、検察内部のパワーゲームで負けたチョ検事（アン・ソンギ）は、真相が明白なチョ・ハロク殺人事件の担当となる。危機感を抱いたチョ検事はマスコミを通じて事件を社会的論議に拡大させて再起の踏み台にしようと、ミン刑事（クォン・ヨンウン）と共に執拗な捜査を繰り広げる。
チョ検事はダヘを取り調べるなかで、事件発生直前に彼女がハロクに強姦されたことの整合性に矛盾するものを感じ始める。そして、緻密な捜査により、ファンクラブ会員と歌手の間に「ロウソク・パーティー」という麻薬・セックス行為が行われるイベントがあったことを明らかにする。

## キャスト
| 役名             | 俳優             | 役どころ       |
| ---------------- | ---------------- | -------------- |
| チョ・ジェヒョン | アン・ソンギ     | 検事           |
| ハン・ダヘ       | ハ・ジウォン     | 女子高生       |
| ミン刑事         | クォン・ヨンウン | 刑事           |
| マネジャー       | キム･ミンジョ    |                |
| イ・サンフン     | イ・ムジョン     | 部長検事       |
| ジェヒョンの妻   | ヤン･ミギョン    |                |
| 女優             | コ・ガリョン     |                |
| トン             | イ・ウォンドゥ   |                |
| ヨンジュ         | チョン・ブミ     | ダヘの友人     |
| チョ・ハロク     | チョ・ハロク     | 人気ロック歌手 |
| チェ嬢           | ソ・ギョンミ     |                |
| ダヘの母         | キム・ヘジョン   |                |

## スタッフ
- 監督：キム・ギヨン
- 脚本：イ・ピルヒョク
- 製作：イ・ミョンヒョン
- 撮影：ソン・ヘンギ
- 編集：コ・イムポ
- 照明：チェ・イプチュン
- 音楽：ソン・シヒョン/イ・テソン

## 受賞
- 2000年 第8回 春史映画芸術賞 新人監督賞（キム・ギヨン）、特別演技賞（イ・ムジョン）
- 2000年 第37回 大鐘賞映画祭 新人女優賞（ハ・ジウォン）
- 2000年 第1回 釜山国際映画祭 映画評論家賞 新人女優賞（ハ・ジウォン）
- 2001年 第24回 黄金撮影賞 最高人気賞（ハ・ジウォン）